# 第②成長記
『第②成長記』（だいにせいちょうき）は、Berryz工房の2枚目のアルバム。2005年11月16日、アップフロントワークスのPICCOLO TOWNレーベル（販売元はキングレコード）より発売。

## 概要
初回限定盤と通常盤の2形態での発売。初回限定盤はスリーブケース仕様、差し替えジャケット封入。
2019年5月1日にはタワーレコード限定でアナログ盤の発売が開始された。

## 収録曲
全作詞・作曲：つんく（#1,#12を除く）
1. スッペシャルOP [0:53]
編曲：湯浅公一
2. スッペシャル ジェネレ〜ション [4:03]
編曲：馬飼野康二
6thシングル。
3. なんちゅう恋をやってるぅ YOU KNOW? [4:16]
編曲：平田祥一郎
7thシングル。
4. 女子バスケット部 〜朝練あった日の髪型〜 [3:40]
編曲：田中直
5. 恋の呪縛 [4:18]
編曲：平田祥一郎
5thシングル。
6. お昼の休憩時間。 [4:56]
編曲：平田祥一郎
7. ハピネス〜 幸福歓迎!〜 [3:49]
編曲：守尾崇
4thシングル。
8. さぼり [5:03]
編曲：平田祥一郎
9. 21時までのシンデレラ [3:15]
編曲：小西貴雄
8thシングル。
10. 愛する人の名前を日記に [4:47]
編曲：松下典由
11. Berryz工房行進曲 [2:35]
編曲：鈴木俊介
12. スッペシャルED [1:08]
編曲：湯浅公一